# Sophronica subaureicollis
Sophronica subaureicollis är en skalbaggsart som beskrevs av Stefan von Breuning 1967. Sophronica subaureicollis ingår i släktet Sophronica och familjen långhorningar. Inga underarter finns listade i Catalogue of Life.